# 姜中宏
姜中宏（1930年8月7日—），中国无机非金属材料专家。

## 生平
原籍广东广州，生于广东台山。1953年毕业于华南工学院化工系。中国科学院上海光学精密机械研究所研究员。1999年当选为中国科学院院士。